# 로벨리스 데스파이네
로벨리스 데스파이네(스페인어: Robelis Despaigne, 1988년 8월 9일 ~ )는 2012년 올림픽에서 동메달을 획득한 쿠바의 태권도 선수이다.

## 2012년 올림픽
2012년 하계 올림픽 태권도 +80kg급 (해비급)에 참가하였다.  16강전에서 치카 추쿠메리제를 상대로 승리하였지만 8강전에서 앙토니 오바메에게 패하며 결승전에 진출 실패하였다. 이후 패자부활전에서 카이노 로만을 상대로 승리하였고 이후 동메달 결정전에서 다바 케이타 모디보가 부상으로 기권하며 자동으로 동메달을 획득하였다.